# Hilmer Hammarlund

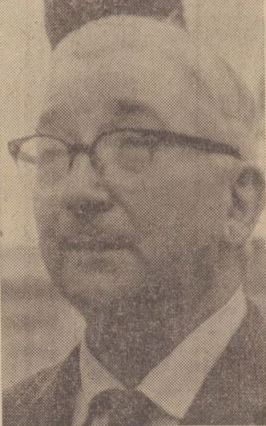
Hilmer Hammarlund (1961).

Gustav Hilmer Hammarlund, född 20 februari 1896 i Strövelstorps församling, Kristianstads län, död 17 april 1974 i Söderhamns församling, Gävleborgs län var en svensk militärmusiker och musikhandlare.
Hammarlund, som var son till en skogvaktare, var musikvolontär vid Första livgrenadjärregementet i Malmslätt 1914–1916, därefter vid Göta ingenjörkår i Eksjö, blev musikkorpral 1918 och övergick samma år till Livgardet till häst i Stockholm, där han blev furir 1922. Han blev musiksergeant vid Norrlands artilleriregemente i Östersund 1924, avlade militär musikdirektörsexamen med specialbetyg i pianostämning 1926, begärde sig på övergångsstat 1928, verkade därefter som pianotekniker i Östersund, övertog framlidne Wilhelm Lundqvists musikhandel i Söderhamn 1932 och blev musikstyckjunkare 1936. Hammarlund var dirigent vid Söderhamns blåsorkester och blev dess ledare efter att musikdirektör Gustav Leijd lämnat sin befattning. Han var även en framstående flöjtist.
Musikhandeln drevs senare (till 2006) av sonen Gunnar Hammarlund (1929–2017), även känd som jazzmusiker.